# ياهو! ماسنجر
ياهو مسنجر هو برنامج مراسلة فورية مدعوم بالإعلانات يقدم تكاملاً مع البريد الإلكتروني , و نقل الملفات ودردشة المجموعات والمؤتمرات الصوتية وتخزين معلومات الاتصالات، يعد من أوائل برامج الدردشة وأصدرته شركة ياهو! في 9 مارس عام 1998 م.
وقد لاقى رواجا كبيرا خاصة بين الشباب للتعارف، حيث اتاح لهم التعارف الكبير والسريع ويعد من أشهر برامج المراسلة الفورية في العالم، يحتوي العديد من المزايا بالإضافة إلى تبادل الرسائل النصية الفورية والمدعمة بالالوان والخطوط المختلفة وكذلك بالأيقونات والابتسامات فانه يدعم كذلك تقنيه الاتصال الصوتي عبر الإنترنت سواء من وإلى الإنترنت (بشكل مجاني) أو من الإنترنت إلى الهواتف العادية وبالعكس مستخدما تقنية الصوت عبر الإنترنت وكذلك فيسمح هذا البرنامج بالدردشة المرئية عبر الكاميرات ويسمح بوضع الصور الرمزية المختلفة وكذلك يمكن من خلاله إرسال واستقبال الملفات المختلفة حتى مساحة 2 جيجا بايت لكل ملف أثناء المراسلة وكذلك مشاركة الصور وللبرانمج القدرة على حفظ المحادثات الكتابية وتسجيل المكالمات الصوتية الفائته بعد اعداد البريد الصوتي. البرنامج يعمل على أنظمة الويندوز والماكنتوش وكذلك أجهزة آي فونكذلك نظام التشغيل أندرويد, يتم تحميل البرنامج عبر الموقع الرئيسي لشركة ياهو وهو برنامج مجاني كما يمكن استخدام البرنامج بدون تنزيل وعلى المتصفح مباشرة بستخدام خدمة ياهو ويب.

## توقف خدمة ياهو ماسنجر
توقفت خدمه ياهو في يوم 17 يوليو 2018 وأن الشركة لم تكن محددة حول السبب وراء إغلاق الخدمة، إلا أن هيمنة عدد من التطبيقات مثل واتس آب وفيس بوك ماسنجر وغيرها من تطبيقات الدردشة الأخرى يجعل من المفهوم السبب.[بحاجة لمصدر]

## ياهو ماسنجر عربي
هي نسخة قامت ياهو بانتاجها في عام 2011 بشكل رسمي بعد ان اشترت موقع مكتوب
حاليا لا يوجد نسخة باللغة العربية لهذا البرنامج.

## برامج منافسة
- شات أون .
- وي شات

## وصلات خارجية
- موقع ياهو